# Dennis Östlundh
Dennis Carl Börje Östlund (Stoccolma, 30 agosto 1977) è un ex calciatore svedese, di ruolo centrocampista.

## Carriera
Nel 1992 è passato dal settore giovanile del Väsby IK a quello dell'AIK.
Il 5 giugno 1996 ha giocato per la prima volta in Allsvenskan, subentrando nel corso del derby AIK-Djurgården (1-0). Nel giro di poche settimane scende in campo anche nelle vittorie contro IFK Göteborg e IFK Norrköping, ma saranno le uniche tre di quella stagione.
Nel 1997 è sceso in seconda serie (all'epoca chiamata Division 1) con l'accordo che lo ha portato al GIF Sundsvall. Al primo anno con i "Giffarna" è stato il miglior marcatore della squadra con 8 reti, stessa cosa l'anno successivo quando le reti sono state 10. Nel 1999 non è stato il miglior cannoniere dei suoi, ma ha fornito un contributo offensivo ancora maggiore, con 12 gol che hanno aiutato la squadra ad essere promossa nell'Allsvenskan 2000. Nel 2000 ha iniziato la stagione come centrocampista, ma dopo la primavera è stato spostato in attacco. Nel 2001 Östlundh ha giocato 23 partite, ma nella maggior parte di esse è partito dalla panchina. Nel 2002 ha avuto alcuni problemi fisici che ne hanno limitato l'utilizzo a 15 partite, 9 delle quali da titolare.
La stagione 2003 è stata la prima disputata con i colori biancorossi dell'Assyriska, formazione è riuscita a raggiungere la finale di Coppa di Svezia nonostante la partecipazione al campionato di seconda serie. Nel 2004 ha ottenuto la sua seconda promozione personale in carriera, la prima della storia del club di fondazione assira.
Nel 2005 è tornato al suo vecchio club, l'AIK, che era appena retrocesso in Superettan. La squadra centra il ritorno immediato in Allsvenskan, Östlundh gioca come centrocampista e come attaccante, risultando il miglior marcatore dell'AIK con 8 reti. Ha giocato con l'AIK anche nel 2006, ma dopo 2 partite si è rotto il legamento crociato del ginocchio destro ed è stato costretto a chiudere la stagione con ampio anticipo.
Sul finire del mese di marzo del 2007 ha fatto ritorno all'Assyriska, sceso nel frattempo in terza serie per via di due retrocessioni consecutive nel giro di due anni. Al termine di quella stagione l'Assyriska è stato promosso in Superettan.
Nel luglio 2010 Östlundh si è unito all'ultima squadra della sua carriera, lo Jönköpings Södra, dove ha giocato fino al 2012.